# فا (برند)
فا (انگلیسی: Fa) شرکت لوازم بهداشتی آلمانی است، که در سال ۱۹۵۴ تأسیس شد.